# Claude-Antoine Girard
Claude-Antoine Girard, italianizzato in Claudio Antonio Girard (Viry, 15 gennaio 1803 – Colle del Moncenisio, 29 giugno 1863), è stato un politico francese.

## Biografia
Fu Deputato del Regno di Sardegna nella II legislatura per il collegio di Saint-Julien. Morì attraversando il Colle del Moncenisio presso il rifugio n. 17.